# Conservative Party of New York State
Die Konservative Partei New Yorks (englisch Conservative Party of New York State) ist eine ausschließlich im US-Bundesstaat New York aktive konservative Partei. Die Partei gilt als drittstärkste des Bundesstaates.
Die Wahlergebnisse der Konservativen Partei New Yorks bewegen sich in der Regel im einstelligen Bereich und Wahlsiege sind selten. Im Jahr 1970 gelang es der Partei, einen der beiden US-Senatoren aus New York zu stellen. Bei der Wahl setzte sich James L. Buckley, Bruder des einflussreichen konservativen Publizisten William F. Buckley, Jr., als Kandidat der Konservativen Partei New Yorks mit 38,52 Prozent der Stimmen sowohl gegen den republikanischen Amtsinhaber (24,58 Prozent) als auch den Kandidaten der Demokraten (36,9 Prozent) durch.
1977 wurde James D. Griffin als Kandidat der Konservativen zum Bürgermeister von Buffalo gewählt.
Von 1968 bis 1974 war die Partei in der New York State Assembly mit einem beziehungsweise zwei Abgeordneten vertreten. 
In der Stadt New York stellten die Konservativen mit James Molinaro von 2002 bis 2013 den Bezirkspräsidenten (Borough President) des Stadtbezirks Staten Island.
Anfang 2019 trat Michael R. Long (1940–2022) zurück, der seit 1988 Vorsitzender (Chairman) der Konservativen gewesen war. Zu seinem Nachfolger wurde Gerard Kassar (* 1959) gewählt.